# Coming Home (Bryan Adams)
Coming Home è un brano musicale del cantante rock canadese Bryan Adams, pubblicato come singolo tratto dall'album You Want It You Got It nel 1981. La canzone è stata scritta da Adams e Jim Vallance nel 1980. Il singolo ha raggiunto la posizione numero 46 nella Top Hits del Canada nel 1982.

## Formazione
- Bryan Adams: chitarra ritmica, voce
- Mickey Curry: batteria
- Brian Stanley: basso
- Tommy Mandel: tastiere

## Premi
- 1982 - Procan Award: (Performing Rights Organization of Canada) for Canadian radio airplay